# 스트라토런치 시스템스
스트라토런치 시스템스(Stratolaunch Systems)는 고속 비행시험 서비스를 제공하는 미국의 우주항공 기업이다. 2011년 새로운 항공우주교통체계를 개발하기 위해 설립되었으며 본사는 워싱턴주 시애틀에 위치해 있다. 이 기업과 개발 프로젝트는 스페이스십원의 창설을 위해 한때 협업했던 마이크로소프트의 공동 창립자 폴 앨런과 스케일드 컴포지츠의 창립자 버트 루탄에 의해 2011년 12월 공식 발표되었다.

최대 항공기 비교:
스트라토런치
에어버스 A380-800
안토노프 An-225 Mriya
보잉 747-8
휴스 H-4 허큘리스

## 같이 보기
- 록히드 C-5 갤럭시
- 런처원
- 오비털 사이언스 코퍼레이션
- 스카일론 우주선